# アリソン・ロー

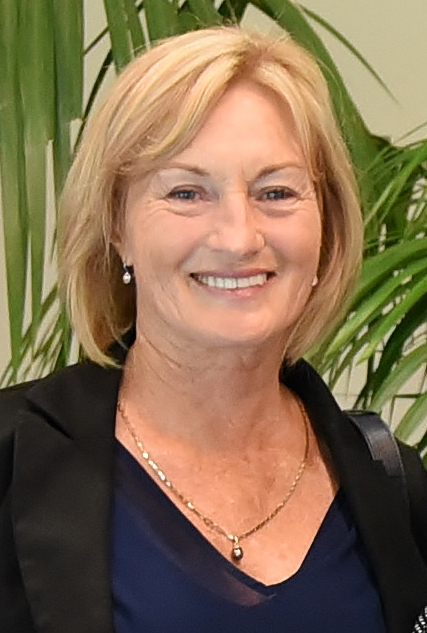
アリソン・ロー（2017年）

アリソン・ロー（Allison Roe、1957年5月30日 - ）は、ニュージーランドの元陸上競技選手（長距離）。主に1980年代前半にマラソン選手として活躍した。
173cmの長身を生かしたストライド走法が特徴であった。
ローがもっとも好成績を残したのは1981年である。4月のボストンマラソンに、大会新記録となる2:26.46で優勝。10月のニューヨークシティマラソンでは、4連覇を目指していたノルウェーのグレテ・ワイツが故障で途中棄権したあとは独走し、2:25.29でゴール。ワイツの持っていた世界最高記録を上回り、男子のアルベルト・サラザールとともにアベックの世界最高記録樹立と報じられた。しかし、3年後になってこの年のコースは正規のマラソンコースより148m短かったことが判明し、記録は取り消しとなってしまった（ただし、その時点では世界最高記録はジョーン・ベノイトによってすでに更新されていた）。
ローはこれらの活躍により、1982年には、全米記者協会による「もっとも人気のある女子陸上選手」、ニュージーランドのスポーツマン・オブザイヤー、アメリカの「ヌルミ賞」の最優秀女子選手などの表彰を受けた。
また、1981年の宮崎女子ロードレース（当時は20kmロードレース）では当時の世界最高記録を作っている。このほか、東京国際女子マラソンや大阪女子マラソン（現・大阪国際女子マラソン）にも数度出場している。1981年6月には、アジア陸上選手権のオープン競技として開かれた10000mにベノイトとともに招待されて出場し、当時高校生の増田明美と競り合った（結果は増田が優勝、ベノイトが2位でローは3位）。
しかし、初めて女子マラソンが正式競技に加えられた1984年のロサンゼルスオリンピックには出場しなかった。
ローはマラソンにとどまらず、クロスカントリーやトライアスロン、自転車のロードレース競技でもニュージーランドの選手権で優勝を飾っている。
現役を引退してからは、ニュージーランドのオークランドで健康やランニングに関するビジネスに携わっている。